# Gare d’Osny
Gare d’Osny vasútállomás Franciaországban, Osny településen.

## Vasútvonalak
Az állomást az alábbi vasútvonalak érintik:
- Saint-Denis–Dieppe-vasútvonal

## Kapcsolódó állomások
A vasútállomáshoz az alábbi állomások vannak a legközelebb:
- Gare de Boissy-l'Aillerie (Gare de Gisors, Transilien J vonal)
- Gare de Pontoise (Paris Gare Saint-Lazare, Transilien J vonal)